# Aleksy Wakar
Aleksy Wakar (ur. 18 stycznia 1898 w Samarze, zm. 25 sierpnia 1966 w Wiśle) – polski ekonomista pochodzenia rosyjskiego, profesor Szkoły Głównej Handlowej w Warszawie i jej rektor w latach 1946–1947, w latach 1948–1950 rektor Akademii Nauk Politycznych w Warszawie.

## Życiorys
Jego ojciec Anatolij Wakar, od 1904 prezes Prokuratorii Generalnej Królestwa Polskiego, pochodził ze zrusyfikowanej rodziny szlacheckiej Wakarów herbu Korwin z Białorusi, matką była Anna Muszkina, Rosjanka. Jego przyrodnim bratem był Włodzimierz Wakar, znany ekonomista i statystyk.
Początkowo studiował medycynę. W 1930 ukończył studia w Wyższej Szkole Handlowej. W 1933 rozpoczął pracę w Szkole Głównej Handlowej, gdzie w 1934 uzyskał stopień naukowy doktora na podstawie rozprawy pt. Teoria pracy roboczej. Na podstawie rozprawy pt. „Problem ceny zmiennej” otrzymał w 1935 habilitację. W marcu 1936 objął stanowisko docenta SGH, a w 1939 stanowisko profesora nadzwyczajnego SGH. W czasie okupacji niemieckiej pracował w konspiracyjnej SGH (Miejska Szkoła Handlowa). 8 stycznia 1946 wybrano go na rektora Szkoły Głównej Handlowej, w tym samym roku został profesorem zwyczajnym. W 1948 został rektorem Akademii Nauk Politycznych. W latach 50. został poddany szykanom Urzędu Bezpieczeństwa i pod zarzutem kontaktów z emigracją rosyjską przekazany władzom ZSRR, które skazały go na karę 10 lat obozu pracy. W 1955 powrócił do Polski i podjął na nowo pracę w Szkole Głównej Planowania i Statystyki w Warszawie. Zmarł na zawał serca.
Był członkiem Polskiej Partii Robotniczej i Polskiej Zjednoczonej Partii Robotniczej, z której został usunięty w 1950.

## Główne publikacje
- Zagadnienie ceny zmiennej (1936)
- Teoria handlu zagranicznego (1947)
- Morfologia bodźców ekonomicznych (1963)
- Zarys teorii gospodarki socjalistycznej (1965)[4]